# Азербайджанский национальный музей ковра
Азербайджанский национальный музей ковра (азерб. Azərbaycan milli xalça muzeyi) — музей Азербайджана, посвящённый ковроткачеству, одному из древнейших видов декоративно-прикладного искусства страны.

## Общие сведения
Музей был создан распоряжением Совета Министров Азербайджанской ССР № 130 от 13 марта 1967 года. По 1993 год именовался Азербайджанским государственным музеем ковра и народно-прикладного искусства, с 1993 по 2014 год — Государственным музеем ковра и народно-прикладного искусства имени Лятифа Керимова, с 2014  по 2019 год — Азербайджанским музеем ковра. С 2019 года — Азербайджанский национальный музей ковра (АНМК).
Ковроткачество является одним из древнейших видов декоративно-прикладного искусства Азербайджана. Данные археологических исследований, проводимых на территории государства, свидетельствуют о том, что искусство ковроткачества зародилось в Азербайджане еще в глубокой древности. Музей ковра проводит большую и кропотливую работу по популяризации национального культурного наследия путём проведения международных выставок, конференций, симпозиумов и других мероприятий.
Самые важные задачи этого учреждения — хранение, исследование и демонстрация уникальных образцов коврового искусства, являющегося национальным достоянием Азербайджана.

## История музея

### Открытие музея

Макет нового здания музея в Культурном центре Гейдара Алиева

Азербайджанский государственный музей ковра и народно-прикладного искусства был создан распоряжением Совета Министров Азербайджанской ССР №130 от 13 марта 1967-го года. На период создания он являлся единственным в мире специализированным музеем ковра.
Инициатором создания музея был Лятиф Керимов, художник-орнаменталист, педагог, основоположник науки о ковроделии, автор трёх томного фундаментального труда «Азербайджанский ковер». За время создания и деятельности музей находился в трёх зданиях.
26 апреля 1972 года в здании Джума-мечети, памятнике XIX века, состоялось торжественное открытие экспозиции музея, в котором принял участие первый секретарь ЦК КП Азербайджана Гейдар Алиев, с первых дней существования музея оказывавший ему огромную поддержку. 
В 1991 году, после распада СССР, по распоряжению президента Азербайджана Аяза Муталибова здание бывшего Музея Ленина было передано Министерству культуры Азербайджана и получило название Музейного центра. В 1992 году Азербайджанский государственный музей ковра и народно-прикладного искусства переехал в здание Музейного центра. В тринадцати залах второго этажа располагалась экспозиция музея, представлявшая образцы ковроткачества из разных регионов Азербайджана, а также произведения других видов прикладного искусства.
В 2007 году в рамках совместного проекта Фонда Гейдара Алиева, Министерства культуры и туризма Азербайджана и президент Азербайджана Ильхам Алиев подписал указ о строительстве специализированного здания для музея ковра. 
15 мая 2008 года на территории Приморского национального парка состоялась церемония закладки фундамента здания. Поддержку и помощь строительству нового здания музея оказали Фонд Гейдара Алиева и ЮНЕСКО. В церемонии участвовал генеральный директор ЮНЕСКО господин Мацууры.
В 2014 году под руководством австрийского архитектора Франца Янца было завершено строительство здания музея,  отвечающего самым современным требованиям хранения и демонстрации национального наследия Азербайджана. Необычная конфигурация здания, имитирует свёрнутый в рулон ковёр.
Музей стал научно-исследовательским и культурно-образовательным центром, где проводятся выставки, международные симпозиумы и конференции. За полвека существования музей организовал более 30 выставок в различных странах мира. В 1983 году по инициативе Гейдара Алиева и при содействии ЮНЕСКО в Баку состоялся симпозиум на тему «Искусство восточных ковров». При непосредственном участии Азербайджанского музея ковра в 1988 году в Баку был организован международный симпозиум «Азербайджанское ковровое искусство», в 2003 году — «Азербайджанское ковровое и народно-прикладное искусство». В 2007 году в Париже, в штаб-квартире ЮНЕСКО прошёл симпозиум, посвящённый 100-летию со дня рождения Лятифа Керимова.
В 2004 году при участии музея был подготовлен и принят закон «Об охране и развитии азербайджанского ковра». В нём нашли отражение ключевые задачи по сохранению и развитию искусства ковроткачества, такие как составление реестра азербайджанских ковров, обеспечение государственной поддержки народного творчества, подготовка научных и методических кадров.
В 2010 году по инициативе первой леди Азербайджана, президента Фонда Гейдара Алиева и Фонда культуры Азербайджана Мехрибан Алиевой азербайджанское ковровое искусство было включено в репрезентативный список нематериального культурного наследия человечества ЮНЕСКО.
Решением Кабинета министров Азербайджанской Республики от 15 июля 2019 года Азербайджанскому музею ковра был присвоен статус национального за исключительные заслуги в области охраны и пропаганды коврового искусства страны.
Азербайджанский национальный  музей ковра (АНМК), расположенный в одном из самых современных зданий Баку, не только хранит богатую коллекцию предметов материальной культуры Азербайджана, прежде всего ковров, но также ведёт активную деятельность, направленную на всестороннее исследование азербайджанского коврового искусства и на его популяризацию в мировом культурном пространстве.
Музей активно развивает отношения со многими влиятельными международными организациями, такими как Европейская текстильная сеть, Европейский музейный форум, Международный совет музеев, ЮНЕСКО и Межгосударственный фонд гуманитарного сотрудничества государств — участников СНГ.

### Музейная концепция
Самые важные задачи Азербайджанского национального музея ковра — коллекционирование, хранение, исследование, демонстрация и популяризация уникальных образцов коврового искусства, являющегося национальным достоянием Азербайджана. Концепция музея заключается в том, чтобы показать значимость этого наследия в истории и культуре народа, роль ковра как отражения духовной культуры и мировоззрения народа, а также важным элементом современной культуры Азербайджана, ставшего неотъемлемой частью всемирного наследия. История ковра в музее раскрывается как часть национальной культуры Азербайджана, образы которой стали кодами национальной идентичности, основой адаптации и интеграции в современности. Азербайджанский национальный музей ковра уделяет большое внимание изучению нематериального и материального культурного наследия Азербайджана. Являясь научно-исследовательским центром, музей регулярно проводит международные симпозиумы и конференции, которые объединяют художников, ученых и коллекционеров из разных стран.

### Формирование коллекции
Начиная с 1967 года при поддержке руководства страны музей постоянно имеет возможность регулярно приобретать изделия от населения, народных промыслов, а также от Научно-творческого производственного союза «Азерхалча» пополняя свои фонды. Именно в те годы для музея частично были приобретены шедевры коврового искусства Азербайджана. 
Благодаря помощи государственных лиц и прежде всего общенационального лидера азербайджанского народа Гейдара Алиева сразу после основания музея из казны был выделен бюджет для приобретения экспонатов и экспедиций в регионы, которые возглавлял Лятиф Керимов.
В комплектовании фондов и дальнейшем развитии Азербайджанского музея ковра принимали участие заслуженный деятель искусств и первый директор музея Азиз Алиев и такие ученые – искусствоведы, этнографы, историки как: Расим Эфендиев, Наджиба Абдуллаева, Кюбра Алиева, Ройя Тагиева, Гасан Гулиев и т.д..
С помощью ученых по поручению руководства музея у населения были приобретены старинные ковры, ковровые изделия, образцы художественного металла, вышивки, предметы национальной одежды и т.д.. 
Академия Наук Азербайджана предоставляла музею – различные находки из керамики, бронзы, кости, а также ювелирные украшения древних эпох. Позднее фонды музея стали пополняться произведениями современных художников - ковроделов, скульпторов, керамистов, ювелиров, резчиков по дереву. 
За годы своей деятельности музей непрерывно развивался и стал одним из главных хранилищ образцов национальной культуры Азербайджана. В результате многочисленных научно-исследовательских экспедиций в разные регионы Азербайджана фонды музея пополнялись предметами материальной культуры страны. Здесь собрана самая богатая и разнообразная коллекция азербайджанских ковров и ковровых изделий. 
Всего фонды насчитывают более 10 000 экспонатов и включают в себя 7 коллекций – «Ворсовые ковры», «Безворсовые ковры», «Ковровые изделия», «Художественный металл», «Керамика, стекло, дерево, бумага», «Ткань, одежда, вышивка», «Ювелирные изделия». В музее хранятся раритеты, относящиеся к эпохе бронзы, античному периоду, раннему Средневековью, большая часть коллекции датирована XVII–XX веками.
В современный период независимости Азербайджана Фонд АНМК пополняется благодаря новым ценным экспонатам подаренным Фондом Гейдара Алиева и министерства культуры. Вместе с тем музею дарятся ковры от частных коллекционеров, меценатов и граждан отечества и зарубежья. 
В 2013 году Беверли Шильц, супруга члена Чикагского общества восточного ковра и текстиля Гровера Шильца, передала Азербайджанскому Национальному музею ковра два азербайджанских ковра из личной коллекции супруга: «Драконий ковёр» XVII века из Карабаха и «Сальянская хила» XIX века из Ширвана. 
В 2017 к 50-летию Азербайджанского музея ковра его коллекция пополнилась еще одним экспонатом - редкой красоты азербайджанской вышивкой XVIII века, купленной на зарубежном аукционе Фондом Гейдара Алиева и подаренной музею. 
В 2017 году этнический азербайджанец гражданин США Эльшад Тахиров, подарил музею выкупленный на аукционе ковер с композицией «Бахчадагюлляр» Карабахской группы. Впервые в истории Азербайджанского музея ковра в 2017 году, музей приобрел у Австрийской аукционной компании (AUSTRIA AUCTION COMPANY) ковёр «Шамахы», конца XVII и начала XVIII веков.
В 2018 году редкие ковры XVII века - «Хатаи» («Драконовый») и «Нахчыван», ставшие одними из ценнейших экспонатов были подарены  музею Фондом Гейдара Алиева, а итальянский коллекционер Мирко Каттаи преподнес в дар музею губинский ковер XIX века «Гаджигаиб». 
Кроме того, коллекция музея пополнилась еще двумя возвращенными на родину из-за рубежа коврами XIX века - это губинский ковер «Сырт-чичи» и бакинский «Хиля-бута».
В 2019 году музей впервые в своей истории приобрел у аукционного дома "Sotheby's" два ювелирных женских украшения Каджарской эпохи. Граждане США Хиллари Дюма Джонс и Джей Джонс подарили музею ковер XIX века "Гонагкенд". Также был подарен ковер «Мечта Саттара» (автор – Народный художник Азербайджана Микаилзаде Эльдар) и др..
В 2020 году итальянский коллекционер Эрминио Боттини преподнес Азербайджанскому национальному музею  ценный и очень редкий по своей композиции ширванский ковёр «Сор Сор».
В 2022 году заместитель председателя Совета старейшин, первый омбудсмен, профессор Эльмира Сулейманова подарила Шушинскому филиалу ковёр под названием "Лемпе" сотканный в Шуше в 1930-х годах.
В 2024 году уникальные образцы декоративно-прикладного искусства, были возвращены на родину и подарены музею - ковры «Гарагашлы» (Губа), «Шихлы», «Кемерли» (Газах), «Ачма-юмма», «Бехменли» (Гарабах), килим «Пашалы» (Ширван), датируемыми концом XIX - началом XX веков из коллекций Метина и Гусейна Конукчу (Турция), Мирко Каттаи (Италия) и Ходжата Аббаси (Германия))

### Посетители музея
Сегодня Азербайджанский национальный музей ковра среди самых посещаемых культурных учреждений страны. Если в 2016 году Азербайджанский музей ковра посетило около 60 тысяч человек, а в 2017 году – более 85 тысяч, то в 2018 году число посетителей уже приблизилось к 110 тысячам.
В 2019 году Азербайджанский национальный музей ковра посетило 122 143 человек, таким образом он стал самым посещаемым музеем в стране. 
В 2019 году Азербайджанский национальный музей ковра стал первым инклюзивным музеем в стране, доступным для посещения людей с ограниченными физическими возможностями.
Отметим, что заявления об инклюзивных программах музея были представлены международным музейным организациям, как ICOM и NEMO.
С начала этого года сотрудниками отдела традиционных технологий и детского отдела музея регулярно проводятся мастер-классы для людей, нуждающихся в особой заботе.
Для удобства людей с ограниченным зрением все тексты в экспозиции продублированы шрифтом Брайля. Кроме того, сотрудники отдела традиционных технологий методом синтеза ворсовой и безворсовой техник изготовили образцы ковров, на примере которых слабовидящие люди тактильно могут ощутить очертания традиционных орнаментов, а также прочувствовать разницу в технологиях. 
С 2020 года музей презентовал виртуальную экспозицию с сурдопереводом для людей с ограниченными слуховыми возможностями. В музее предусмотрено свободное передвижение для инвалидов-колясочников. Они могут сидя читать тексты экспликаций и этикетки экспонатов, а также легко дотянуться до  тачскринов.
В 2022 году музеи и галереи, как и другие культурные учреждения, восстановили свою прежнюю деятельность после отмены ограничений в связи с пандемией. В сравнении с 2021 годом в 2022 году наблюдался рост числа посетителей музеев. В 2021 году Азербайджанский национальный музей ковра посетило 14 тысяч 398, а в 2022 году - 70 тысяч 608 человек.
В 2023 году число посетителей музея превысило 100 тысяч.

### События
К празднованию 50-летия Азербайджанского музея ковра и годовщины со дня рождения Лятифа Керимова, 16 ноября 2017 года в музее была открыта выставка «Новые жемчужины коллекции». Также к юбилею Азербайджанского музея ковра приурочен «круглый стол» «Текстильные коллекции музеев», в котором приняли участие сотрудники более 20 региональных историко-краеведческих музеев Азербайджана и столичных музеев. Также для сотрудников музеев и общественных объединений Казахстана, Киргизии и России был проведен тур под названием «Знакомство с коллекциями и консервационно-реставрационным отделом Азербайджанского музея ковра».
За исключительные заслуги в области охраны и пропаганды коврового искусства страны решением Кабинета министров Азербайджанской Республики от 15 июля 2019 года Азербайджанскому музею ковра был присвоен статус национального. 
В ноября 2022 года было проведено мероприятие по случаю 55-летия создания Азербайджанского национального музея  ковра – ставшего первым музеем ковра в мире. Были презентованы художественная вышивка начала XVIII века и две пары серег второй половины XIX века.
«Современное пространство древнего искусства» так назвали мероприятие приуроченное к 10-летию деятельности музея в новом здании состоявшемся в августе 2024 года. Мероприятие было организовано Министерством культуры и Музеем ковра. Гостям был представлен видеопроект под названием «Ковер для меня...», созданный при участии деятелей искусств. Также в рамках мероприятия были продемонстрированы ковры, подаренные музею коллекционерами из разных стран. Среди них газахский «Шыхлы», карабахские «Ачма-юмма» и «Бехменли» и ширванский «Пашалы килим».
29 и 30 апреля 2025 года в Азербайджанском национальном музее ковра состоялся шахматный турнир «Битва чемпионов», организованный музеем совместно с Федерацией шахмат Азербайджана, Министерством молодежи и спорта.

### Награды
Азербайджанский музей ковра каждый год с 2017-2023 года награждался «Сертификатом качества» от TripAdvisor (Выбор путешественников TripAdvisor) самого популярного туристического сайта в мире как лучший музей года.
В 2018 году Азербайджанский музей ковра получил премию «Лучший опыт» в области создания базы данных нематериального культурного наследия Международным комитетом документации (CIDOC) Международного совета музеев (ИКОМ), а также стал номинантом премии «Лучший музей Европы - 2018» Европейского музейного форума, где получил сертификат «За инновации в работе с общественностью в музейной сфере». 
В 2022 году, в год своего 55-летнего юбилея, Азербайджанский национальный музей ковра (АНМК) был удостоен национальной премии «Хумай». Кроме того, группа сотрудников музея были отмечены почетными грамотами Министерства культуры за профессиональные заслуги.
26 августа 2024 года в Азербайджанском национальном музее ковра состоялось мероприятие под названием «Древнее искусство в современном пространстве», приуроченное к 10-летию со дня открытия нового здания музея. Организаторами мероприятия являются Министерство культуры Азербайджанской Республики и сам музей. В честь этой юбилейной даты музей был награжден почетной грамоты Министерства культуры за вклад в сохранение и популяризацию народно-прикладного искусства, отражающего культурное наследие азербайджанского народа.

## Директора
За время существования музея сменилось несколько руководителей. Пост директора занимали:
1967—1982 — Азиз Алиев, заслуженный деятель искусств;
1982—2016 — Ройя Тагиева, заслуженный работник культуры, доктор искусствоведения, профессор;
2016—2023 — Ширин Меликова, доктор философии по искусствоведению, заслуженный работник культуры Азербайджана.
В июне 2024 года директором АНМК назначена доктор философии в области искусствоведения, заслуженный работник культуры Азербайджана Амина Меликова. Ранее она с 2018 года была директором Музейного центра «Ичери-шехер», а с 2023-го — директором департамента по организации мероприятий и выставок Центра Гейдара Алиева.

## Коллекция музея

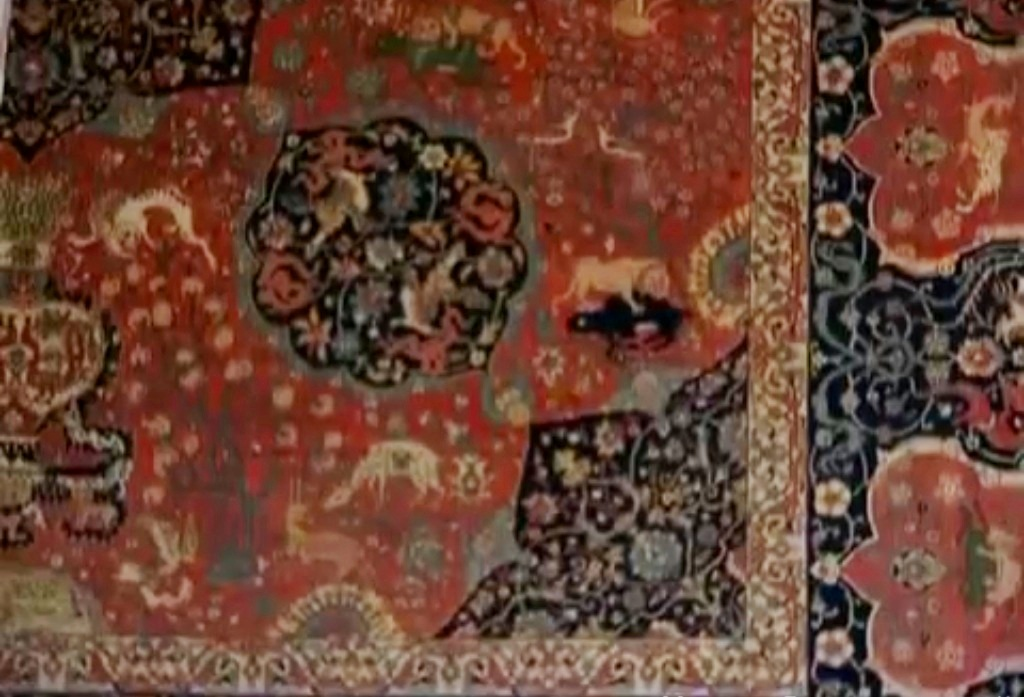
Фрагмент тебризского ковра «Овчулуг» XVII века из коллекции музея

В музее хранятся ценные исторические экспонаты и произведения искусства из Губы, Габалы, Ширвана, Казаха, Табриза, Эривани, Гянджи, Шеки и других городов и регионов, охватывающие всю многовековую историю Азербайджана, в том числе археологические памятники, относящиеся к бронзовой эпохе (черные керамические и бронзовые предметы), фаянсовая посуда XII века, художественное шитьё и национальная одежда XIX века, металлические, деревянные, стеклянные и прочие ювелирные изделия, оружие, ковры и ковровые изделия с национальными орнаментами и сюжетами, связанные с народным ремеслом, ховлу (халча, халы, дест халы, гебе), ховсуз (палас, килим, чечим, сумах, шедде, варни, зили), разнообразные ковровые изделия — хурджун, чул, хейба, мафраш, ехар гашлыгы).
Самым старинным предметом коврового искусства в АНМК является фрагмент тебризского ковра «Овчулуг» XVII века. Ещё один особо ценный экспонат — ковёр XVIII века «Хила Афшан», сотканный в селении Хила (Амирджан) близ Баку. Некоторые ковры, представленные в музее, являются семейными реликвиями, проданными или подаренными музею. Среди них можно назвать хурджун 1724 года, представлявший собой подарок жениха невесте, а также чулу (попона) 1727 года.
У музея имеется филиал в Шуше. В начале 1992 года во время Первой карабахской войны Шуша оказалась в армянской осаде. Сложилась угроза для ковров, которые могли быть потеряны или уничтожены во время войны. В попытке сохранить эти редкие артефакты директор шушинского музея вывез около 600 из города в армейских автомобилях. Ранее ковры можно было увидеть в музее на выставке под названием «Сгоревшая культура». С 2023 года они вновь экспонируются в Шуше.
18 июня 2013 года Беверли Шильц, супруга члена Чикагского общества восточного ковра и текстиля Гровера Шильца, передала музею два азербайджанских ковра из личной коллекции мужа: «Драконий ковёр» XVII века из Карабаха и «Сальянская хила» XIX века из Ширвана.

## Деятельность
В музее действует отдел консервации, реставрации и профилактического контроля ковров и образцов декоративно-прикладного искусства. Музеем проведена консервация сотен экспонатов.

## Выставки
В музее постоянно проходят разнообразные выставки, раскрывающие перед посетителями богатый и яркий мир прикладного творчества народов Азербайджана и других стран.
Так, 13 июня здесь открылась выставка из коллекции Национального музея Черногории «Красота разнообразия», отражающая национально-культурную самобытность черногорского народа. Директор Азербайджанского национального музея ковра Амина Меликова во вступительной речи отметила, что на выставке в залах АНМК представлено более 170 экспонатов XIX—XX веков, отражающих богатое национально-культурное наследие Черногории, и обратила внимание на то, что представленные образцы одежды из фондов цетинского музея отражают особенности древнего балканского, римского, византийского, греческого, славянского и даже тюркского и исламского влияния. Директор черногорского Исторического музея Филипп Кузман отметил важность межкультурного сотрудничества, заметив, что небольшая по площади Черногория обладает богатым и неповторимым культурным наследием и уникальными национальными костюмами. «Культура и традиции являются средством, соединяющим народы и страны», — подчеркнул он. Выставка продлится до 31 августа 2024 года.
С 15 по 31 марта 2024 года в АНМК работала выставка «Культура одежды и ювелирного искусства тюркских народов». На ней были представлены традиционные женские костюмы и ювелирные украшения Азербайджана, Казахстана, Кыргызстана, Венгрии, Узбекистана, Турции и Туркменистана из коллекций АНМК, Фонда тюркской культуры и наследия, Ассоциации венгерских народных ремесленников, а также принадлежащие коллекционеру Вирджинии Морган-Хаят.
Открылся 2024 год в январе выставкой «Достояние, неподвластное времени», на которой демонстрировалось до 30 экспонатов, прошедших обработку в Отделе консервации, реставрации и профилактического контроля ковров и образцов декоративно-прикладного искусства АНМК за 2022—2023 гг. Среди них — редкие ковры, изящные ковровые изделия, элегантная вышивка, национальные костюмы, ювелирные украшения, художественные изделия из металла и керамическая посуда XVII—XX вв. Они обрели вторую жизнь благодаря труду профессиональных консерваторов и художников-реставраторов музея..
В декабре 2024 года в Азербайджанском национальном музее ковра была открыта выставки «Великолепие азербайджанского ковра. Сокровищница периода Сефевидов». На выставке демонстрируются 14 уникальных ковров и образцов художественной вышивки XVII–XVIII веков, а также миниатюру XVI века к поэме «Шахнаме» из частной коллекции гражданина США Амира Оскоуэ. Особое место заняли дворцовые ковры, выполненным на основе всемирно известных композиций «Годжа», «Афшан»  и «Хатаи» («драконовые»). Выставка была организована в сотрудничестве с Министерством культуры Азербайджанской Республики, Азербайджанским национальным музеем ковра и компанией ООО «Amir Textiles and Rugs» при содействии Американо-азербайджанской торговой палаты, авиакомпании «Silk Way West Airlines», компании «Terra Leone» и при поддержке спонсора — «BP Azerbaijan».

Тебризские ковры
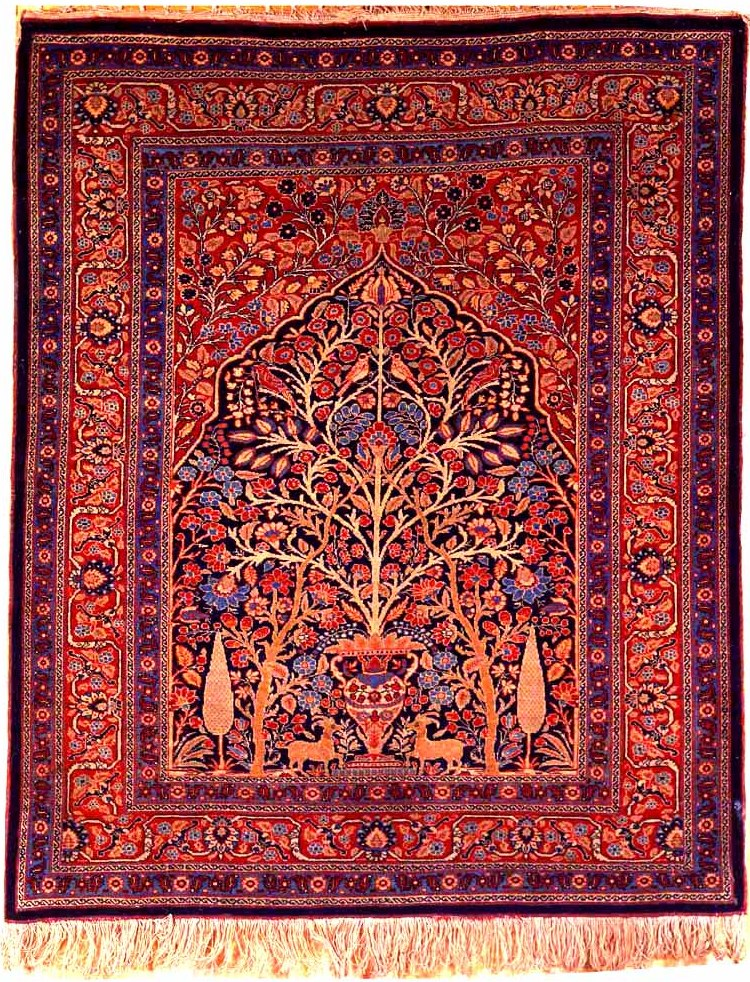
Ковёр «Агаджлы». XIX век
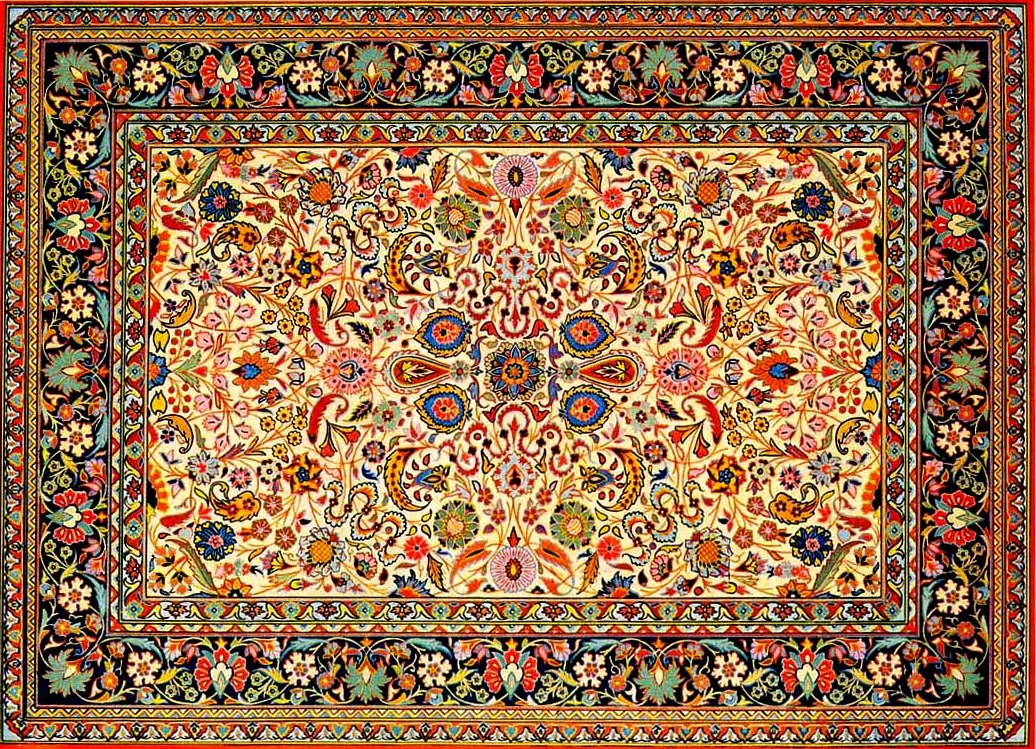
Ковер «Афшан». XVIII век
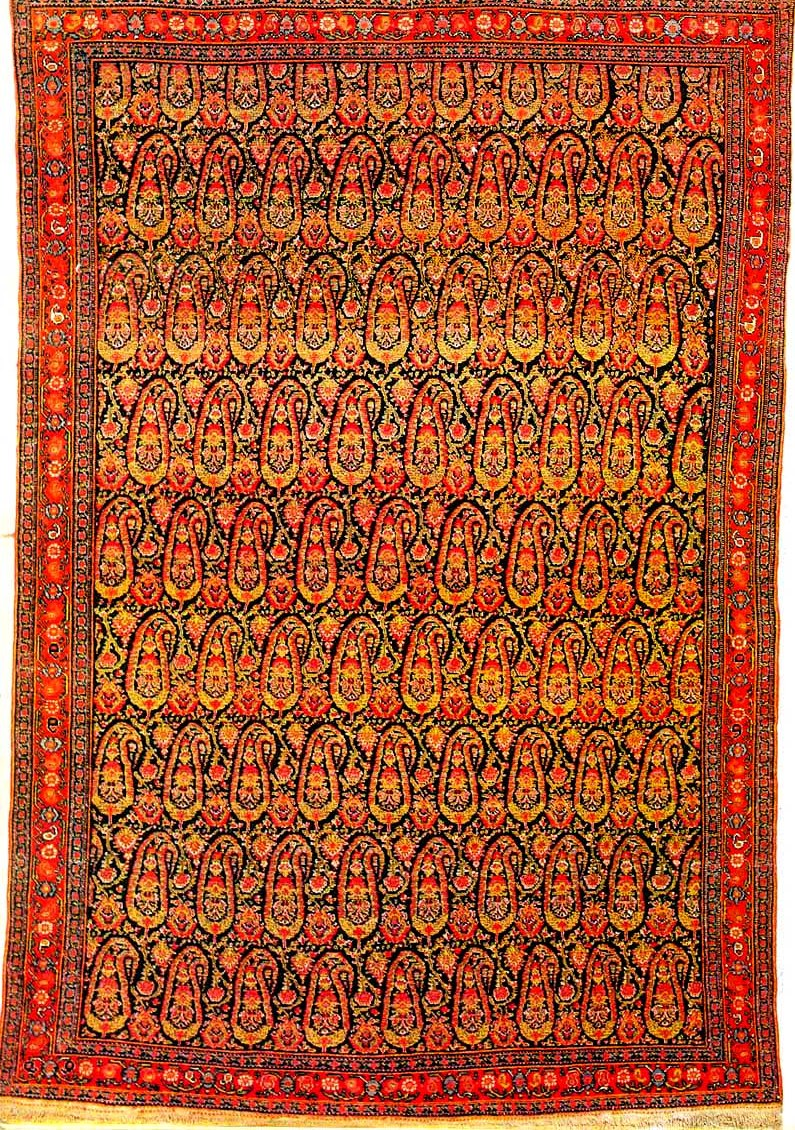
Ковёр «Сераби». XVIII век
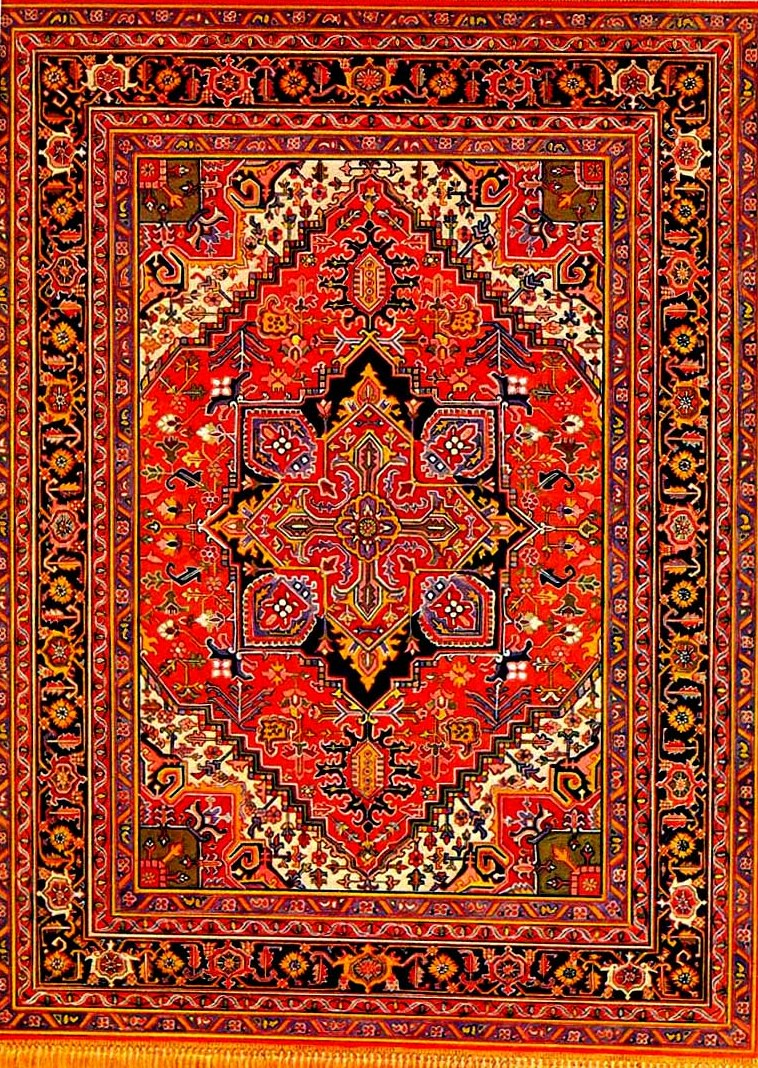
Ковёр «Герис». XVIII век

Карабахские ковры
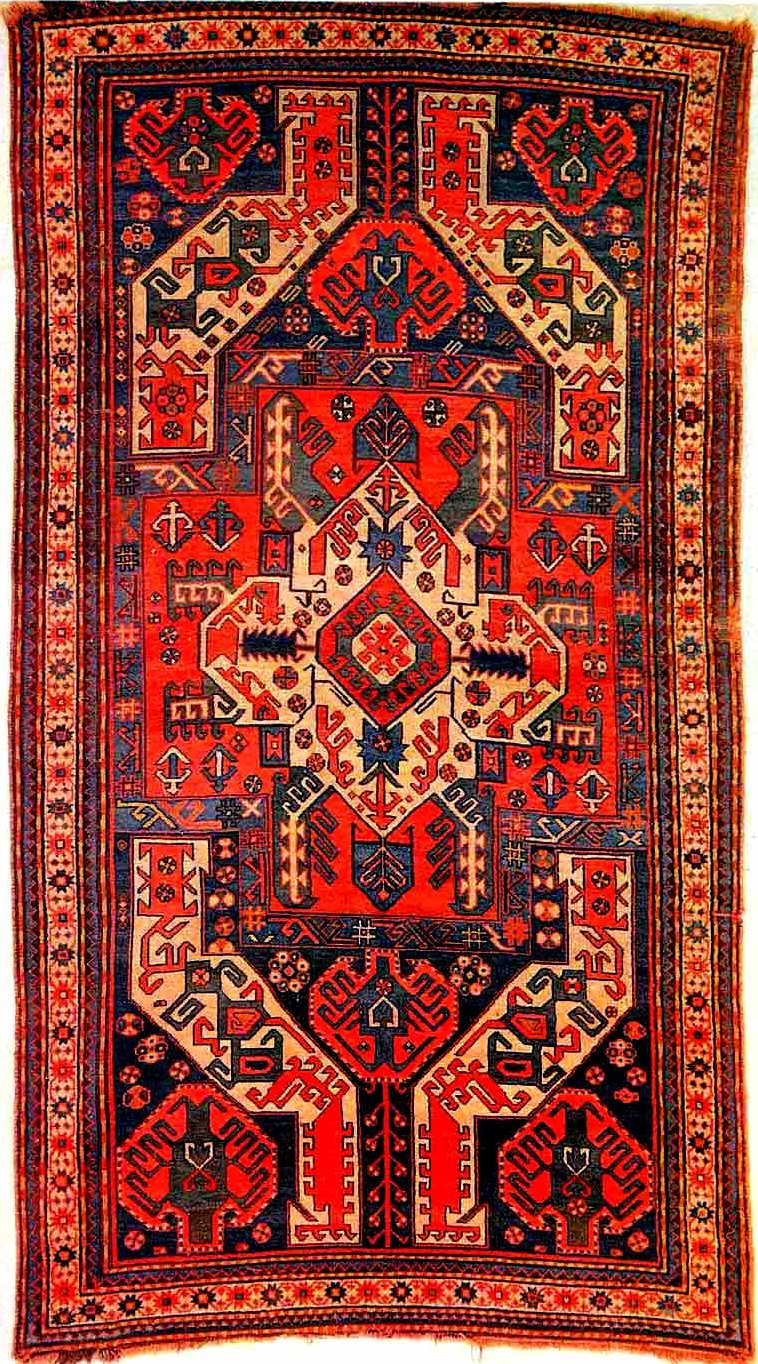
Ковёр «Касымушагы»
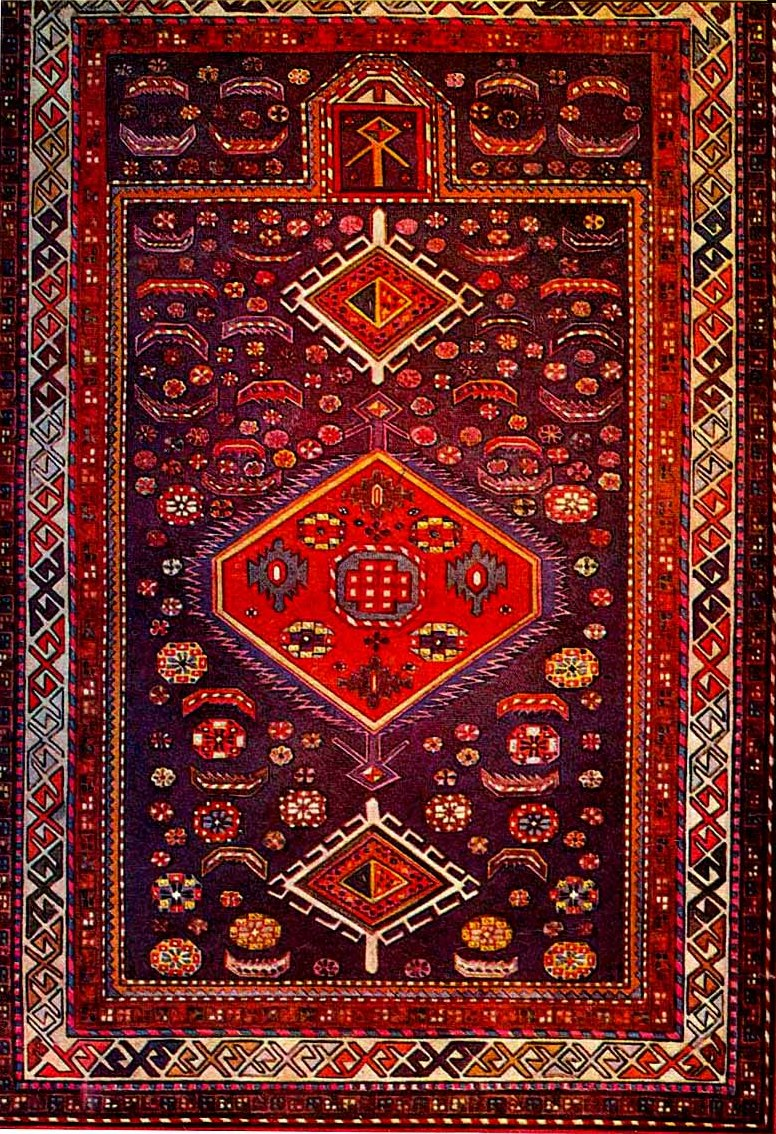
Ковёр «Кара-коюнлу»
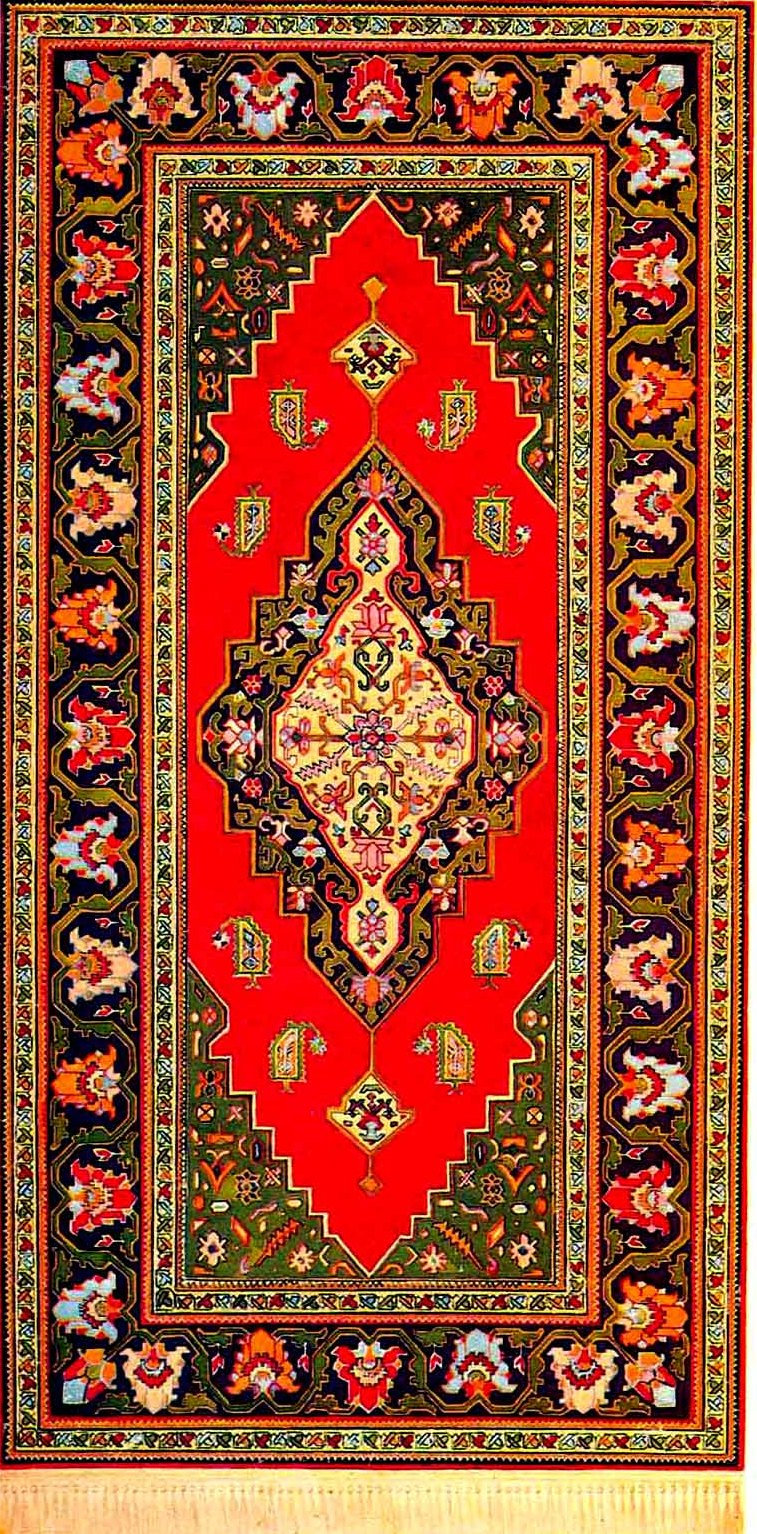
Ковёр «Ханлыг»
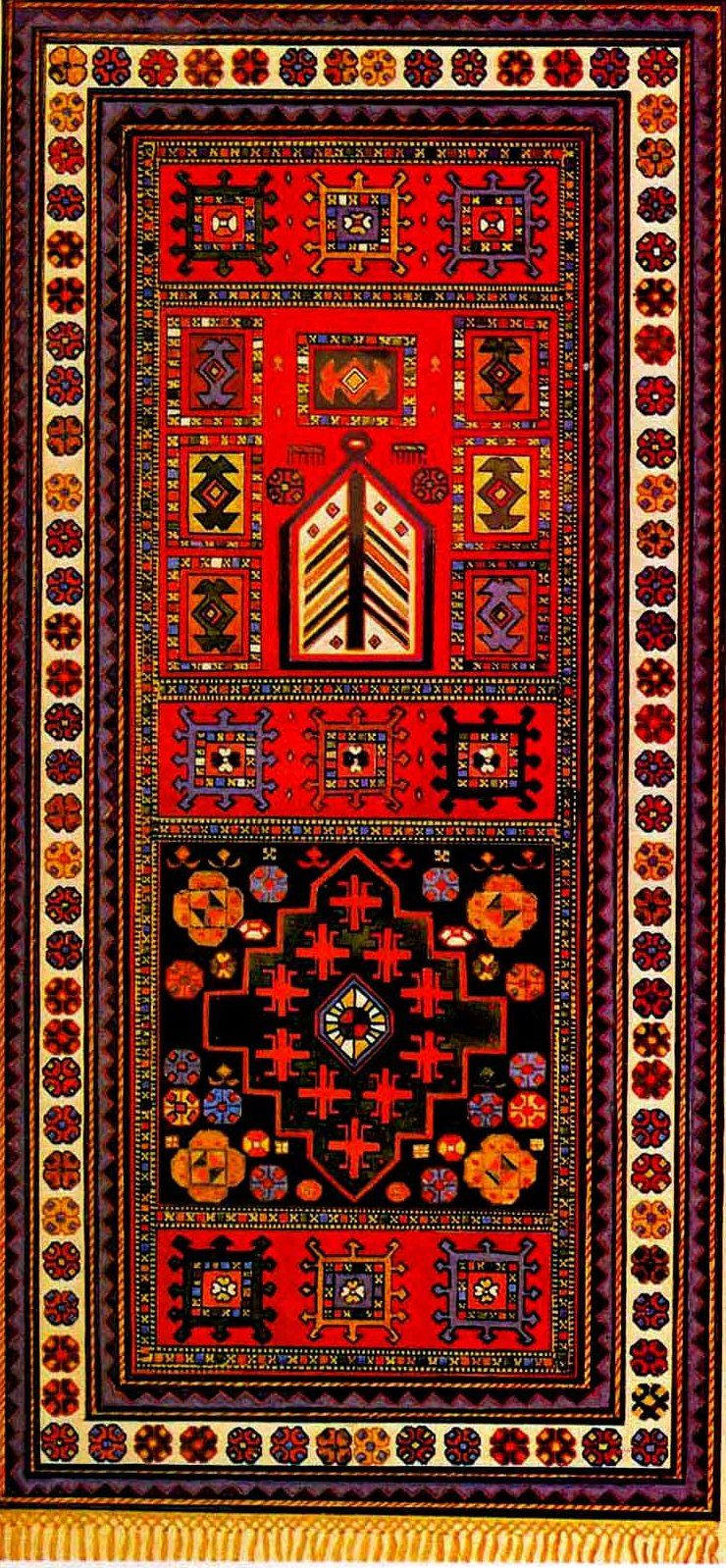
Ковёр «Шуша»

Бакинские ковры
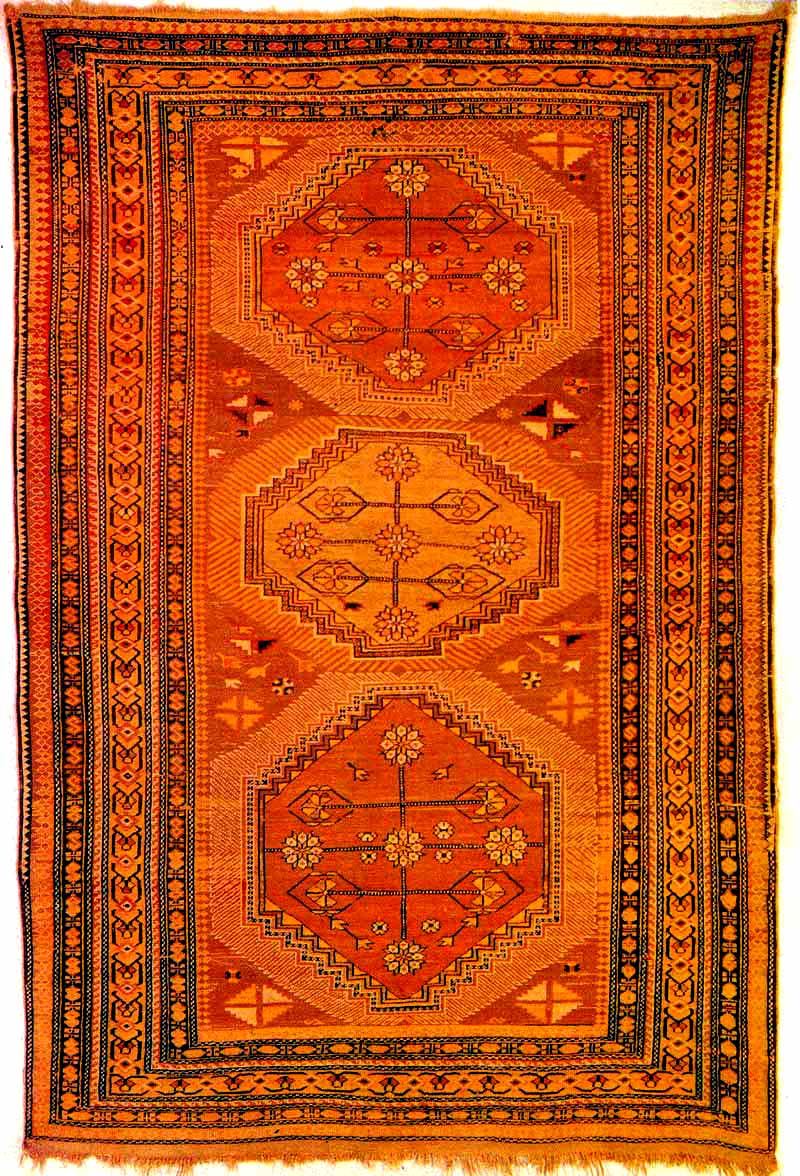
Ковёр «Сураханы». Начало XX века
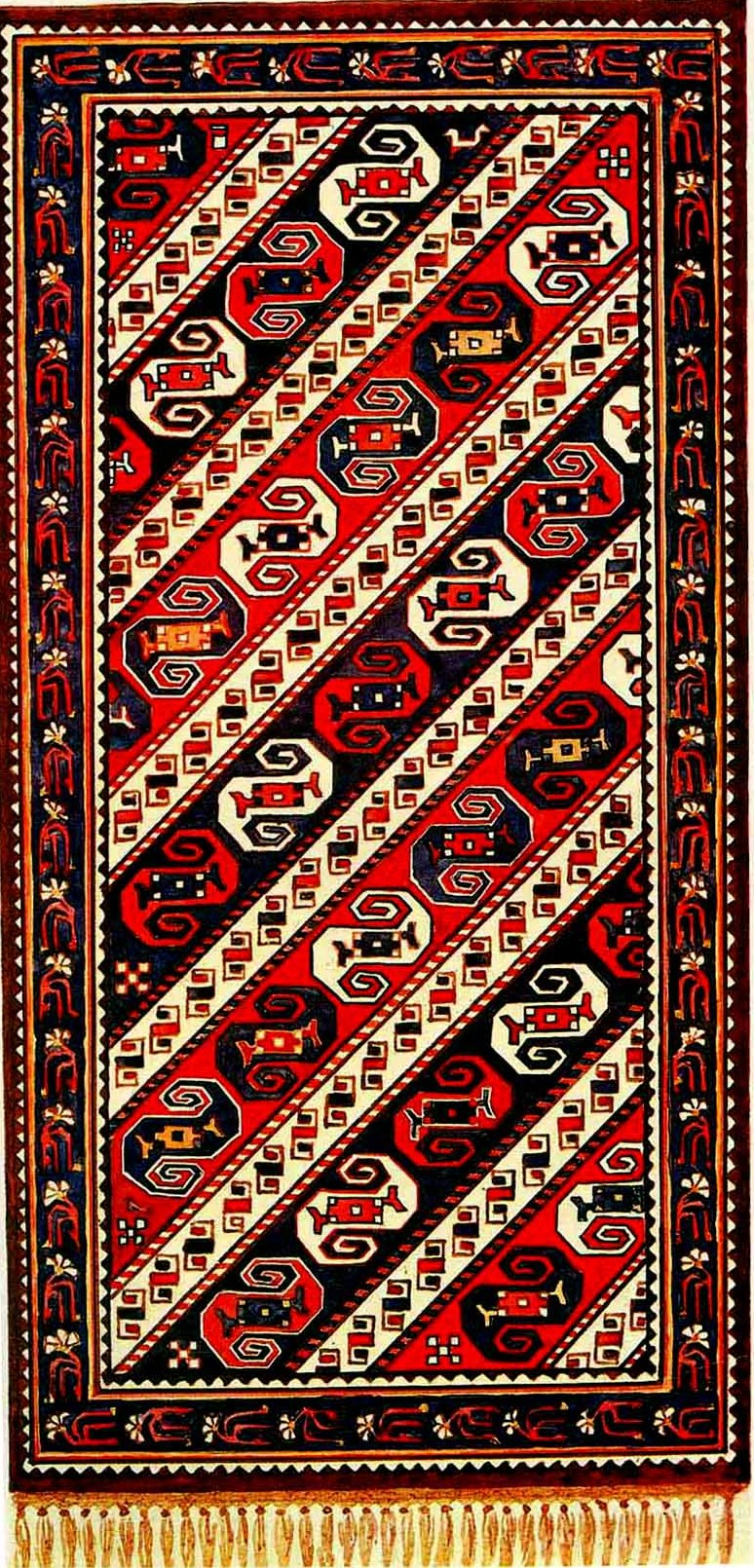
Ковёр «Баку»
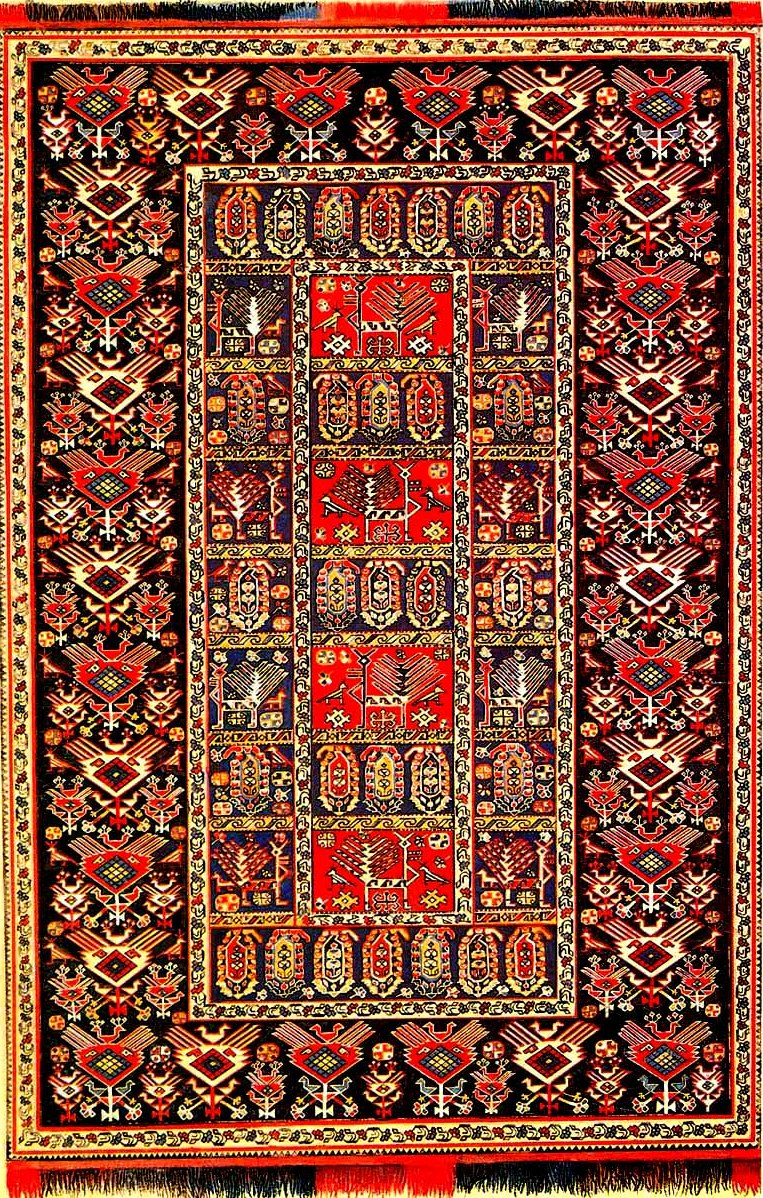
Ковёр «Зили»
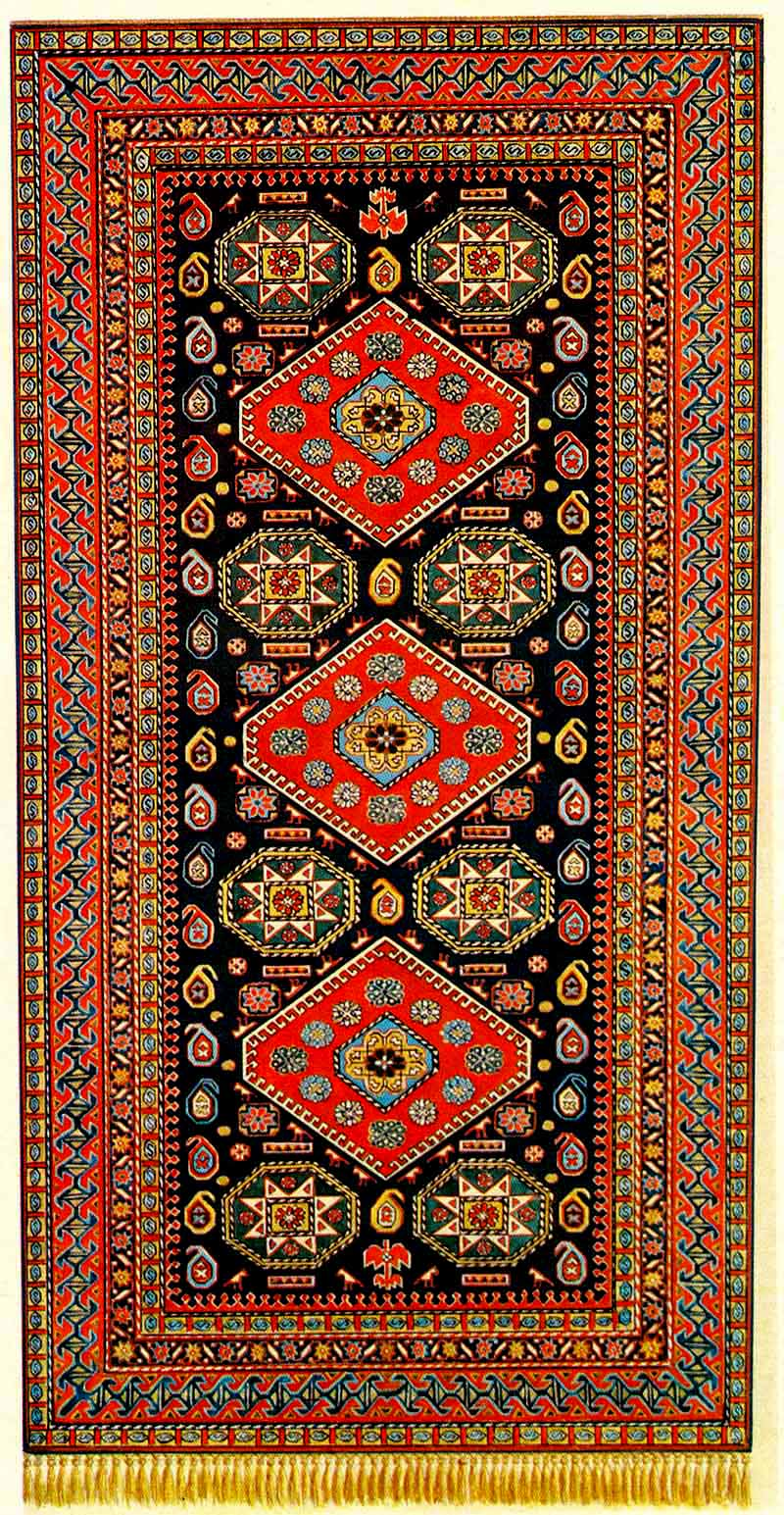
Ковёр «Новханы»